# Белазайма-ду-Шан
Белаза́йма-ду-Шан (порт. Belazaima do Chão; МФА: [bɨ.ɫɐ.ˈzaj.mɐ du ˈʃɐ̃w]) — колишня парафія в Португалії, в муніципалітеті Агеда. Перебувала у складі округу Авейру.  Входила до регіону Центр. За старим адміністративним поділом, що був чинним до 1976 року, територія парафії належала провінції Берегова Бейра.  Ліквідована 28 січня 2013 року. Увійшла до складу парафії Белазайма-ду-Шан, Каштаньєйра-ду-Вога і Агадан. Площа парафії — 20,09 км², населення — 599 ос. (2011), густота населення — 29,82 осіб/км²
. Патрон — святий Петро. Поштовий індекс — 3750. Код  — 010106.

## Географія

Агеда (2013)
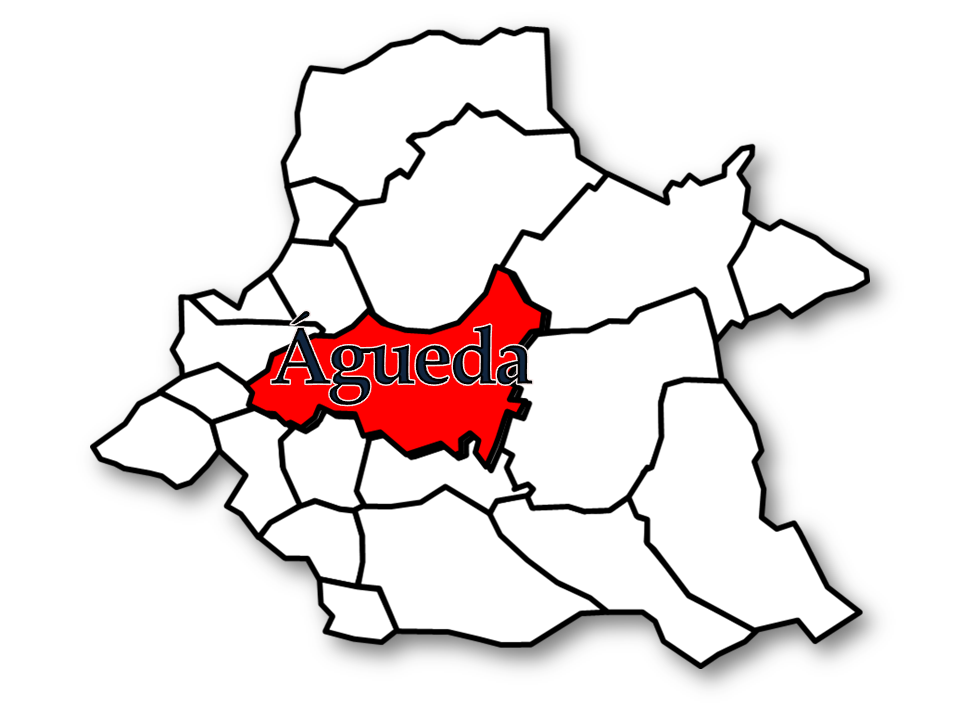
Агеда
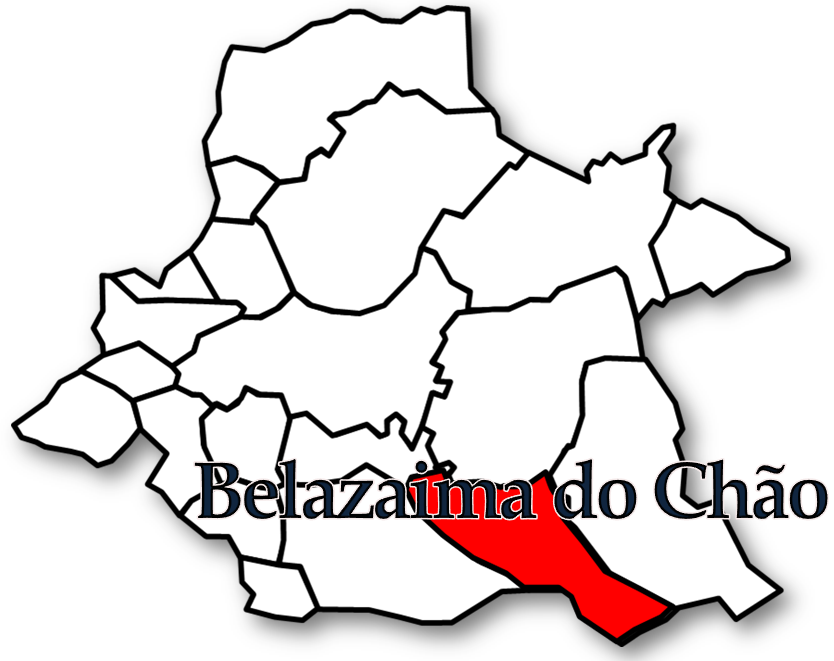
Белазайма-ду-Шан

## Населення
| Кількість мешканців | Кількість мешканців | Кількість мешканців | Кількість мешканців | Кількість мешканців | Кількість мешканців | Кількість мешканців | Кількість мешканців | Кількість мешканців | Кількість мешканців | Кількість мешканців | Кількість мешканців | Кількість мешканців | Кількість мешканців | Кількість мешканців |
| ------------------- | ------------------- | ------------------- | ------------------- | ------------------- | ------------------- | ------------------- | ------------------- | ------------------- | ------------------- | ------------------- | ------------------- | ------------------- | ------------------- | ------------------- |
| 1864                | 1878                | 1890                | 1900                | 1911                | 1920                | 1930                | 1940                | 1950                | 1960                | 1970                | 1981                | 1991                | 2001                | 2011                |
| 507                 | 505                 | 472                 | 431                 | 477                 | 475                 | 544                 | 533                 | 571                 | 562                 | 536                 | 551                 | 593                 | 588                 | 599                 |